# Tahar Ben Ammar
Tahar Ben Ammar (arab. طاهر بن عمار; ur. 25 listopada 1889 w Tunisie, zm. 10 maja 1985 tamże) – tunezyjski polityk. Pierwszy premier niepodległego kraju (od 20 marca do 11 kwietnia 1956). Wielki wezyr Tunisu od 1954 do 1956. Członek partii Dustur.